# Karin Slaughter
Karin Slaughter (Covington, 6 januari 1971) is een Amerikaanse thrillerschrijfster, bekend van de Grant County-serie.
Slaughter is geboren in een kleine stad in de Amerikaanse staat Georgia. Ze heeft 21 romans geschreven, die meer dan 40 miljoen keer zijn verkocht en zijn gepubliceerd in 120 landen. Haar eerste roman, Blindsighted (2001), werd gepubliceerd in 27 talen en stond op de shortlist van de Crime Writers' Association's Dagger Award voor "Best Thriller Debut" van 2001.
Slaughter won in 2015 de CWA Ian Fleming Steel Dagger-prijs voor haar roman Cop Town. Ze is vooral bekend geworden door haar thrillers uit de Grant County-reeks, die ook wel de Sara Linton-reeks wordt genoemd. Sara Linton is kinderarts en raakt in de boeken verwikkeld in moordzaken. Naast de Grant County-reeks heeft Karin Slaughter Vervloekt geluk samengesteld en de Atlanta-reeks, Will Trent-reeks of Sara Linton-reeks geschreven. In Vervloekt geluk schrijven Amerikaanse, Engelse en Nederlandse auteurs een hoofdstuk aan de hand van een bedel van een bedelarmband, die als rode draad door het boek loopt. Triptiek en Versplinterd zijn thrillers die niet tot de Grant County-reeks behoren, maar personages uit deze reeks komen wel voor in de boeken.
De filmrechten van de Will Trent-thrillers zijn verkocht aan de Zweedse filmmaatschappij Yellow Bird. Haar roman uit 2018, Gespleten, is verfilmd tot een achtdelige televisieserie met dezelfde naam, die in maart 2022 is uitgebracht op Netflix.
Slaughter zet zich ook actief in voor verschillende goede doelen, waaronder organisaties die zich richten op de ondersteuning van slachtoffers van geweld en misbruik.

## Bestseller 60
| Boeken met noteringen in de Nederlandse Bestseller 60 | Jaar van verschijnen | Datum van binnenkomst | Hoogste positie | Aantal weken | Opmerkingen                                             |
| ----------------------------------------------------- | -------------------- | --------------------- | --------------- | ------------ | ------------------------------------------------------- |
| Zoenoffer                                             | 2003                 | 02-04-2003            | 23              | 63           |                                                         |
| Nachtschade                                           | 2003                 | 09-04-2003            | 13              | 124          |                                                         |
| Een lichte koude huivering                            | 2003                 | 29-10-2003            | 22              | 68           |                                                         |
| Onzichtbaar                                           | 2004                 | 15-09-2004            | 11              | 52           |                                                         |
| Trouweloos                                            | 2005                 | 14-09-2005            | 2               | 66           |                                                         |
| Triptiek                                              | 2006                 | 09-08-2006            | 5               | 42           |                                                         |
| Onaantasbaar                                          | 2007                 | 25-07-2007            | 4               | 33           |                                                         |
| Versplinterd                                          | 2008                 | 09-07-2008            | 1(4wk)          | 40           |                                                         |
| Genesis                                               | 2009                 | 08-07-2009            | 1(4wk)          | 49           |                                                         |
| Verbroken                                             | 2010                 | 07-07-2010            | 1(4wk)          | 37           |                                                         |
| Ongezien                                              | 2010                 | 01-09-2010            | 4               | 10           |                                                         |
| Gevallen                                              | 2011                 | 13-07-2011            | 1(4wk)          | 32           |                                                         |
| Genadeloos                                            | 2012                 | 04-07-2012            | 2               | 20           |                                                         |
| Stille zonde                                          | 2013                 | 05-06-2013            | 3               | 21           |                                                         |
| Veroordeeld                                           | 2014                 | 28-05-2014            | 1(1wk)          | 20           |                                                         |
| Mooie meisjes                                         | 2015                 | 24-06-2015            | 1(2wk)          | 24           |                                                         |
| Verborgen                                             | 2016                 | 22-06-2016            | 1(3wk)          | 18           |                                                         |
| Goede dochter                                         | 2017                 | 21-06-2017            | 1(5wk)          | 64           |                                                         |
| Laatste adem                                          | 2018                 | 09-05-2018            | 60              | 1            |                                                         |
| Gespleten                                             | 2018                 | 20-06-2018            | 1(8wk)          | 26           |                                                         |
| Laatste weduwe                                        | 2019                 | 12-06-2019            | 1(3wk)          | 33           |                                                         |
| Schoon goud                                           | 2019                 | 02-10-2019            | 22              | 2            | in samenwerking met Lee Child                           |
| Verzwegen                                             | 2020                 | 17-06-2020            | 1(1wk)          | 16           |                                                         |
| Valse getuige                                         | 2021                 | 16-06-2021            | 1(1wk)          | 17           |                                                         |
| Puntgaaf                                              | 2021                 | 15-09-2021            | 35              | 2            | verhalenbundel                                          |
| Gewetenloos                                           | 2022                 | 22-06-2022            | 1(2wk)          | 22           |                                                         |
| Na die nacht                                          | 2023                 | 21-06-2023            | 1(2wk)          | 21           |                                                         |
| Na die nacht                                          | 2024                 | 20-03-2024            | 47              | 4            | goedkopere heruitgave op oorspronkelijke titel uit 2023 |
| Waarom we logen                                       | 2024                 | 19-06-2024            | 1(2wk)          | 18           |                                                         |
| Loepzuiver                                            | 2024                 | 09-10-2024            | 19              | 2            |                                                         |
| Gebroken engelen                                      | 2025                 | 11-06-2025            | 1(3wk)          | 11*          |                                                         |